# نسبت پرداخت سود سهام
نسبت پرداخت سود سهام (به انگلیسی: Dividend payout ratio) از نسبت‌های مالی می‌باشد و به درصدی از درآمد یک شرکت سهامی اطلاق می‌شود، که به‌عنوان سود سهام، به سهام‌داران پرداخت می‌گردد. نسبت پرداخت سود سهام از تقسیم میزان سود هر سهم در طول سال مالی، بر سود خالص عاید شده توسط شرکت، محاسبه می‌شود. روش دیگر محاسبه نسبت پرداخت سود سهام بدین‌صورت است که سود تقسیمی هر سهم را بر درآمد خالص شرکت مورد نظر تقسیم می‌نمایند. این نسبت نشان می‌دهد که تا چه اندازه می‌توان سود سهام یک شرکت را از محل درآمدهای آن شرکت پرداخت نمود. شرکت‌هایی که حوزه کاری خود به مرحله بلوغ رسیده‌اند، اغلب نسبت پرداخت سود سهام بالایی را دارا می‌باشند.